# カルディウム土器

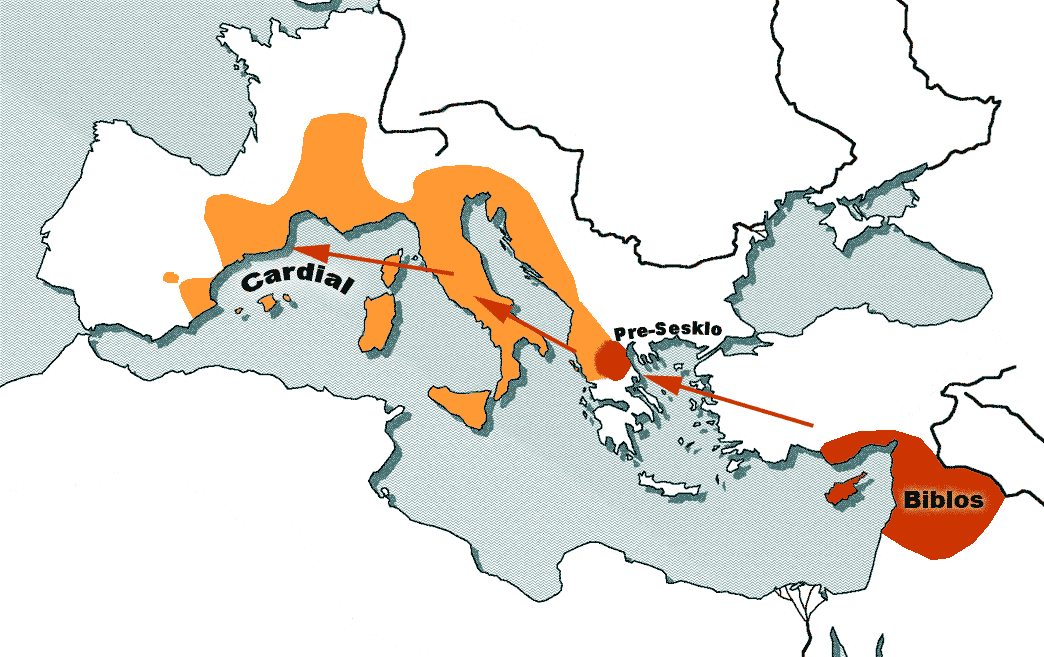
カルディウム土器の伝播

カルディウム土器（カルディウムどき、Cardium pottery）とは、新石器時代に南ヨーロッパでみられる土器である。以前はCardium edulis (現在は Cerastoderma edule)と呼ばれる軟体動物の殻を用いて、土器の粘土に彫刻を施しているため、こう呼ばれる。Impressed wareという別称もある。レバントに起源を発し、バルカン半島南部を中心に、イタリア半島、イベリア半島などでも見られる。

## 担い手
カルディム土器文化の担い手として、ハプログループC1a2 (Y染色体)、ハプログループE1b1b1a1b1 (Y染色体)、ハプログループH1 (mtDNA)、ハプログループK1b1a (mtDNA)、ハプログループN1a1 (mtDNA)が検出されている。

## 写真

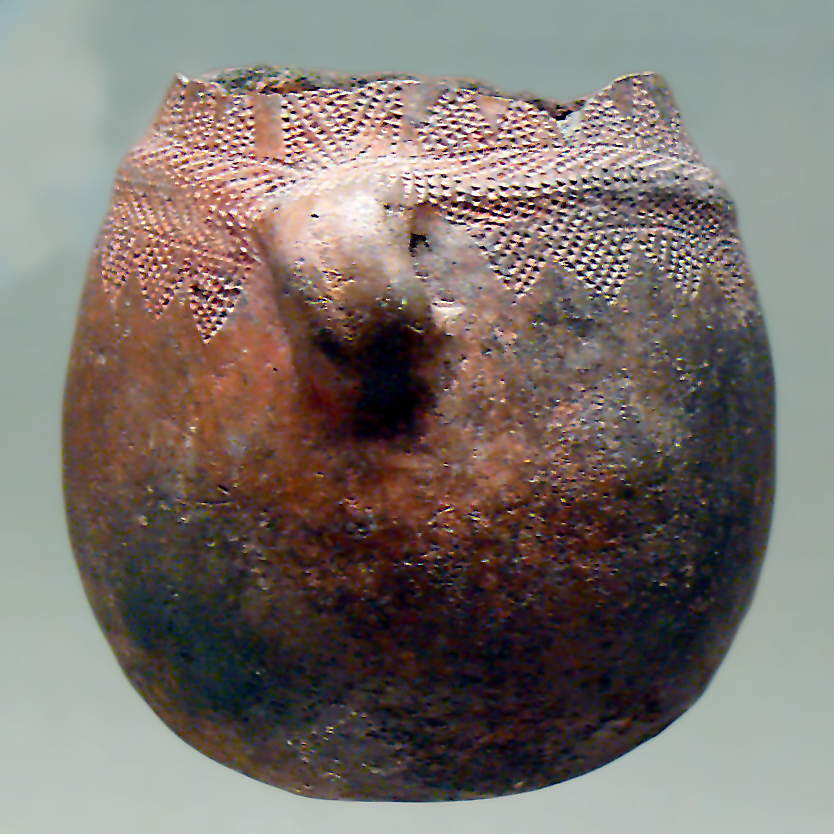
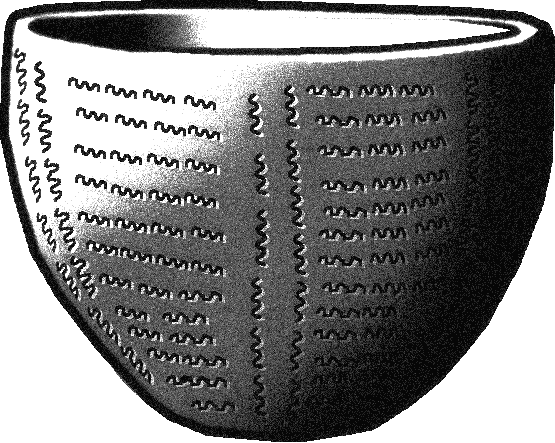
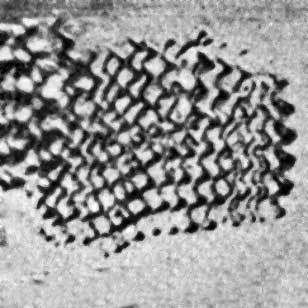
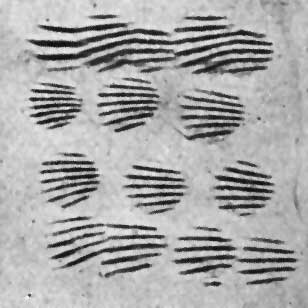
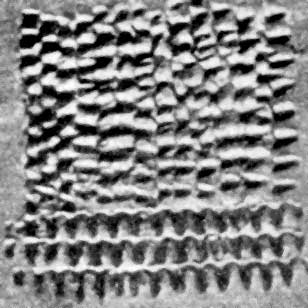
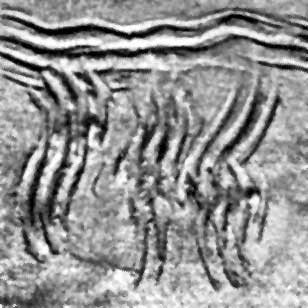
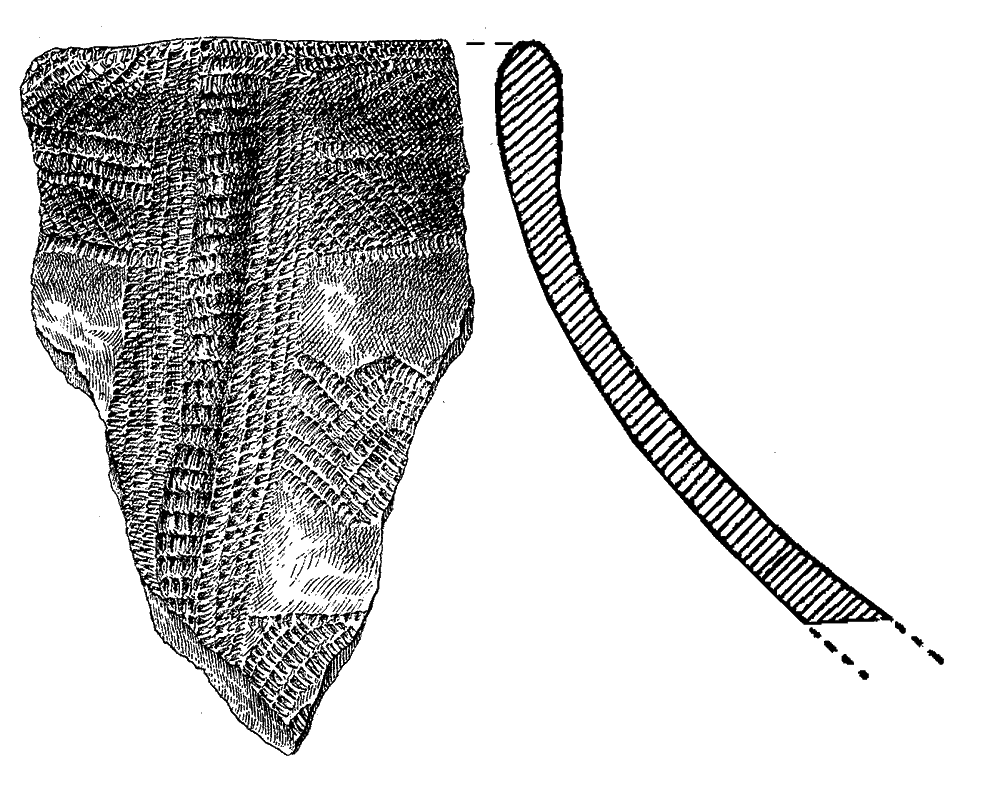